# Grand Prix Odense
Grand Prix Odense er et banecykelløb der afholdes årligt nogle dage før nytår i Thorvald Ellegaard Arena, Odense, Danmark. Cykelklubben Cykling Odense står bag løbet. Det køres både for herre og dame elite samt et talentløb.

## Vindere

### Herrer elite
| År                                         | Vindere                                 | Andenplads                         | Tredjeplads                             |
| ------------------------------------------ | --------------------------------------- | ---------------------------------- | --------------------------------------- |
| 2017                                       | Marc Hester Niklas Larsen               | Achim Burkart Andreas Graf         | Michael Mørkøv Casper Pedersen          |
| 2018                                       | Michael Mørkøv Iljo Keisse              | Mads Pedersen Jasper Stuyven       | Julius Johansen Rasmus Lund Pedersen    |
| 2019                                       | Michael Mørkøv Mads Pedersen            | Iljo Keisse Niki Terpstra          | William Blume Levy Robin Juel Skivild   |
| 2020-2021 aflyst pga. coronaviruspandemien |                                         |                                    |                                         |
| 2022                                       | Lasse Norman Leth Tobias Aagaard Hansen | Vincent Hoppezak Maikel Zijlaard   | Rasmus Bøgh Wallin Tobias Kongstad      |
| 2023                                       | Lasse Norman Leth Tobias Aagaard Hansen | Robin Juel Skivild Julius Johansen | Elia Viviani Simone Consonni            |
| 2024                                       | Robin Juel Skivild Niklas Larsen        | Matias Malmberg Aaron Gate         | Tobias Aagaard Hansen Lasse Norman Leth |

### Damer elite
| År                                         | Vindere                              | Andenplads                         | Tredjeplads                                |
| ------------------------------------------ | ------------------------------------ | ---------------------------------- | ------------------------------------------ |
| 2019                                       | Amalie Winther Olsen                 | Nora Tveit                         | Victoria Lund                              |
| 2020-2021 aflyst pga. coronaviruspandemien |                                      |                                    |                                            |
| 2022                                       | Amalie Winther Olsen Francesca Selva | Matilde Vitillo Silvia Zanardi     | Michelle Andres Nora Tveit                 |
| 2023                                       | Amalie Dideriksen Michelle Andres    | Silvia Zanardi Marla Sigmund       | Ellen Hjøllund Klinge Ida Mechlenborg Krum |
| 2024                                       | Amalie Dideriksen Julie Norman Leth  | Ellen Hjøllund Klinge Josie Knight | Anna Margrethe Hansen Ida Fialla           |